# Wezet
Wezet (Frans: Visé, Limburgs: Visé of Waeze(n)t, Waals: Vizè, Duits: Viset of Wesent) is een stad in de Belgische provincie Luik. Zij ligt aan weerszijden van de Maas, tussen Luik en Maastricht. De gemeente grenst voor een deel aan de Nederlandse gemeente Eijsden-Margraten, met de Maas als grensrivier ertussen. Daarnaast grenst deze Waalse gemeente bij Ternaaien aan Maastricht (zonder dat de Maas ertussen ligt). Wezet telt ruim 18.000 inwoners. In Nederland, net zoals in het Franstalige gedeelte van België, is Wezet beter bekend onder de officiële Franse naam Visé. Dit onder meer omdat deze naam wordt gebruikt voor het station Wezet aan de spoorlijn Maastricht - Luik en op de Franstalige bewegwijzering langs de, op de Nederlandse autosnelweg A2 aansluitende, Belgische A25, die iets over de grens in Wezet Franstalig België binnenrijdt. De wekelijkse markt in Wezet vindt plaats op woensdag.

## Kernen

### Deelgemeenten
| # | Naam      | Opp. (km²) | Inwoners (2020) | Inwoners per km² | NIS-code |
| - | --------- | ---------- | --------------- | ---------------- | -------- |
| 1 | Wezet     | 8,13       | 8.017           | 987              | 62108A   |
| 2 | Richelle  | 1,91       | 1.569           | 823              | 62108B   |
| 3 | Argenteau | 3,53       | 1.268           | 359              | 62108C   |
| 4 | Cheratte  | 3,19       | 4.679           | 1.468            | 62108D   |
| 5 | Lieze     | 6,64       | 1.624           | 244              | 62108E   |
| 6 | Ternaaien | 4,33       | 766             | 177              | 62108F   |

### Overige kernen
Onder meer: Klein-Ternaaien, Loën, Mons, Nivelle, Surisse en Wixhou.

### Nabijgelegen kernen
Moelingen, Berneau, Haccourt, Dalhem, Eijsden

## Geschiedenis
Reeds in het paleolithicum was er, getuige archeologische vondsten, sprake van bewoning in deze streek. Van de 1e tot de 4e eeuw was er een Romeins vicus. In 780 werd voor het eerst een kerk in Wezet schriftelijk vermeld. Omstreeks 1012-1015 kwam het domein van Wezet aan het kapittel van de Sint-Lambertuskathedraal te Luik. In 1106 vond, in het kader van de investituurstrijd, de slag bij de brug van Wezet plaats tussen Hendrik IV en Hendrik V.
Van 1330-1338 werd Wezet een ommuurde stad, en ook werden in 1338 de relikwieën van Sint-Hadelinus naar Wezet overgebracht. In 1384 werd Wezet verheven tot een van de Goede Steden van het prinsbisdom Luik.
1467-1468 bracht verwoesting van Wezet met zich mee, vanwege de belegering door Karel de Stoute.
In 1675 werd de stad door de Franse bezetter verplicht om de omwalling te slechten. Van 1790-1792 waren het weer de Fransen die een veldslag leverden bij de brug van Wezet en de stad innamen.
Van 1845-1850 werd het Kanaal Luik-Maastricht aangelegd, en werd de Maas voorzien van stuwen en sluizen, terwijl in 1861 ook de spoorlijn van Maastricht naar Luik gereedkwam, die in 1899 werd genationaliseerd. De Maasbrug, gebouwd in 1868 door private investeerders, werd in 1909 genationaliseerd.
Bij de onafhankelijkheid van België inventariseerde geograaf Philippe Vandermaelen in Visé 357 woningen met 1834 inwoners. De inventaris omvat verder details over de historische gebouwen, handel en nijverheid, natuurlijke omgeving, bodems, landbouwproductie en veestapel. Er werden o.a. veel paarden gekweekt. Ook het wegennetwerk van toen is beschreven. De omschrijving door Vandermaelen geeft een interessante kijk op het dagelijkse leven rond 1830.
Op 4 augustus 1914 arriveerde de Duitse bezetter in Wezet. Het Belgisch leger had de brug over de Maas toen al opgeblazen. Het Duitse leger vernielde eerst de Kapittelkerk omdat de toren hiervan zou kunnen dienen als richtpunt voor de Belgische artillerie. Vervolgens werd de stad op 15 augustus in brand gestoken en verwoest. Wezet wordt daarom de eerste martelaarstad genoemd. Tussen 1920 en 1930 werd de stad heropgebouwd.
In 1939 werd dan het Albertkanaal geopend. Van 10 mei 1940 tot haar bevrijding op 12 september 1944 was de stad bezet door nazi-Duitsland.
De huidige gemeente is in 1977 ontstaan door het opnemen van de toenmalige gemeenten Argenteau, Cheratte, Lixhe-Loën, Richelle en Ternaaien (Lanaye). Argenteau, Cheratte, Lieze (Lixhe), Richelle en Ternaaien werden deelgemeenten van Wezet (le Grand Visé). De mijnsluitingen van 1977-1979 werden deels gecompenseerd door de aanleg van een bedrijventerrein ten noorden van de stad.
In 2016 kwamen België en Nederland overeen om twee stukjes grondgebied te ruilen die aan de overkant van de Maas terecht waren gekomen door een verlegging van de rivier in de jaren zeventig, waarbij men een grenscorrectie was vergeten. De schiereilanden L'Illal en Eijsden van samen 15 hectare werden Nederlands, het Nederlandse schiereilandje Petit-Gravier van 5 hectare Belgisch. De beslissing is vooral genomen vanwege ordehandhavingsproblemen op L'Illal.

## Bezienswaardigheden
- Kapittelkerk van Sint-Martinus en Sint-Hadelinus met het schrijn van Hadelinus.
- Onze-Lieve-Vrouw-van-de-berg-Karmelkerk in voorstad Devant-le-Pont.
- De Loretokapel
- Het Stadhuis van Wezet, in Maaslandse renaissancestijl.
- De Ferme du Temple, van oorsprong een Tempeliershoeve.
- Het historisch museum

Zie ook
- Lijst van beschermd erfgoed in Wezet

## Natuur en landschap
Wezet ligt in het dal van de Maas op een hoogte van ongeveer 75 meter. De Berwijn stroomt ten oosten van Wezet in noordelijke richting en buigt dan om naar het westen, om ten noorden van Wezet in de Maas uit te komen.
De voorstadswijk Devant-le-Pont ligt op de westoever van de Maas, tussen Maas en Albertkanaal.
In de kalksteen van Wezet wordt het groene mineraal malachiet aangetroffen. Te Lieze wordt de in de omgeving gewonnen kalksteen in de cementfabriek van CBR Lixhe verwerkt tot cement.

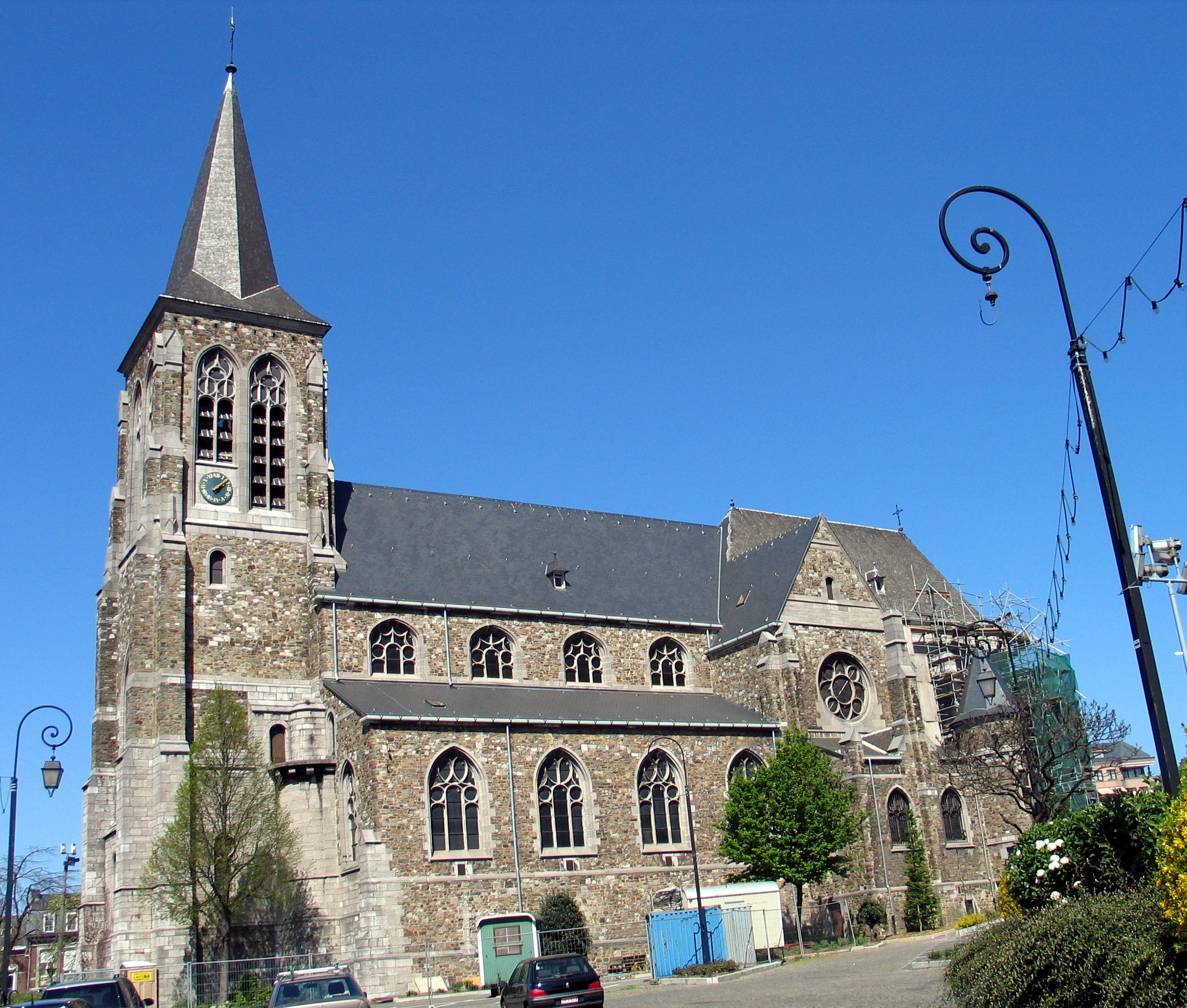
Sint-Martinuskerk
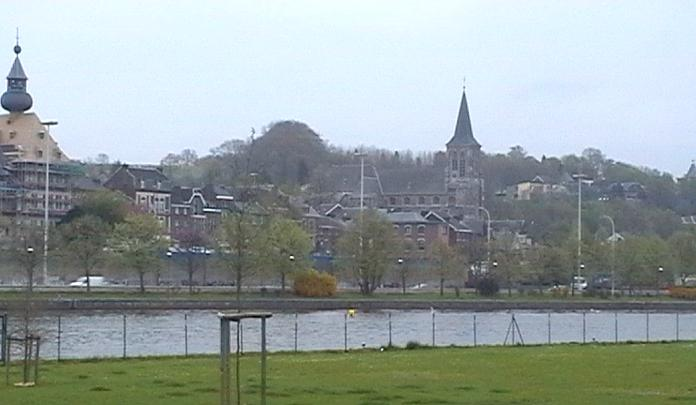
Zicht op Wezet
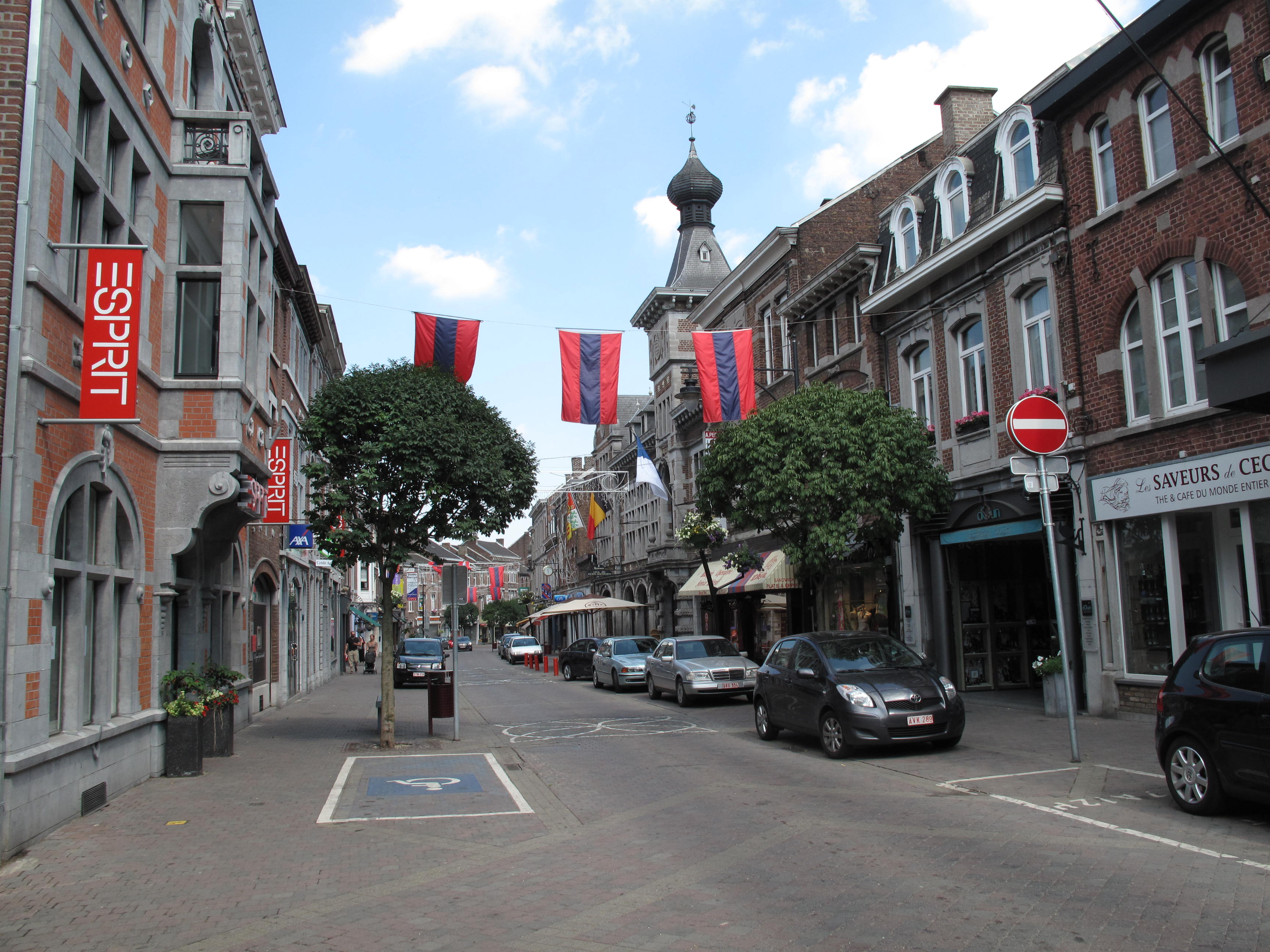
Straatzicht
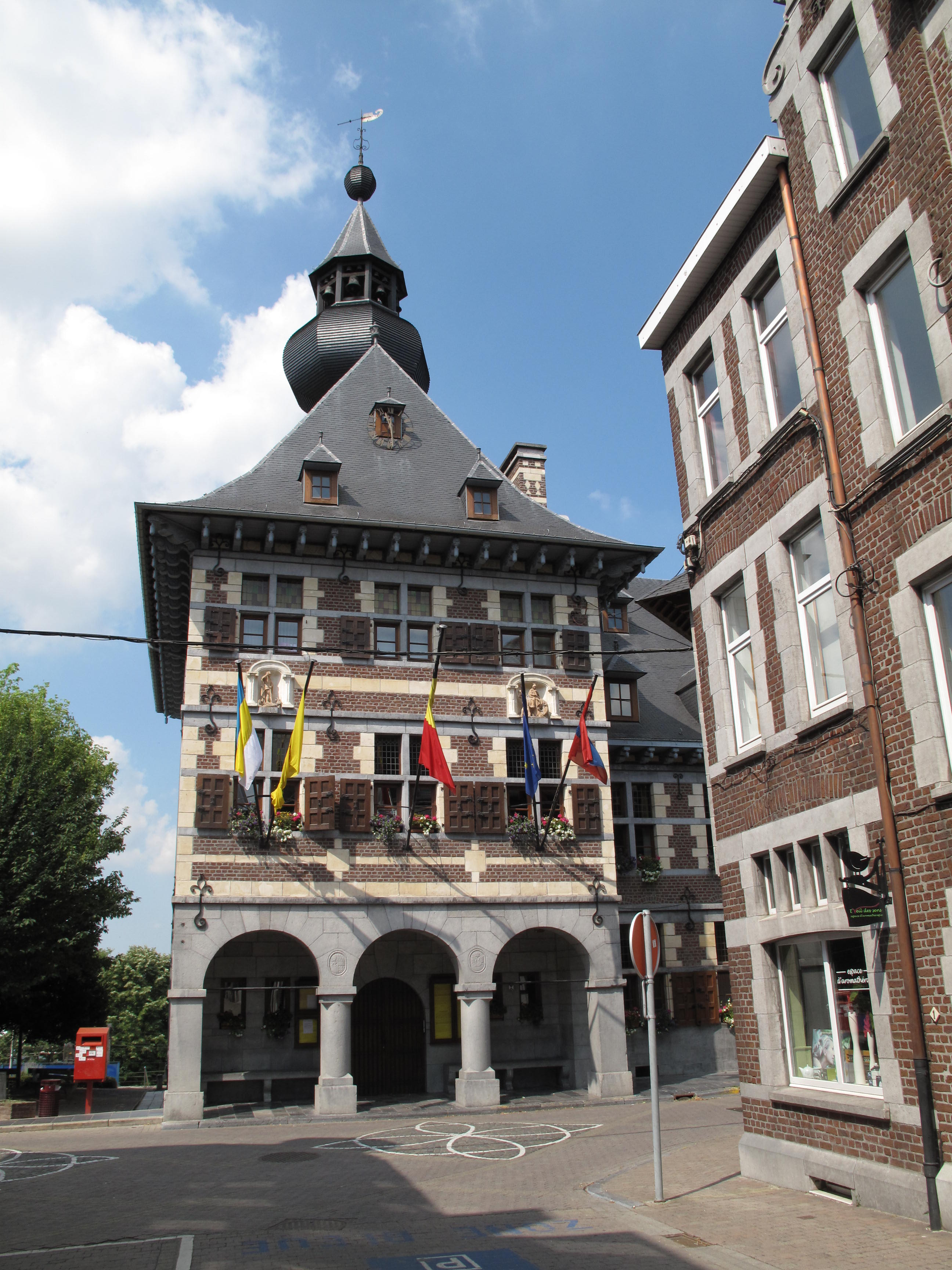
Stadhuis
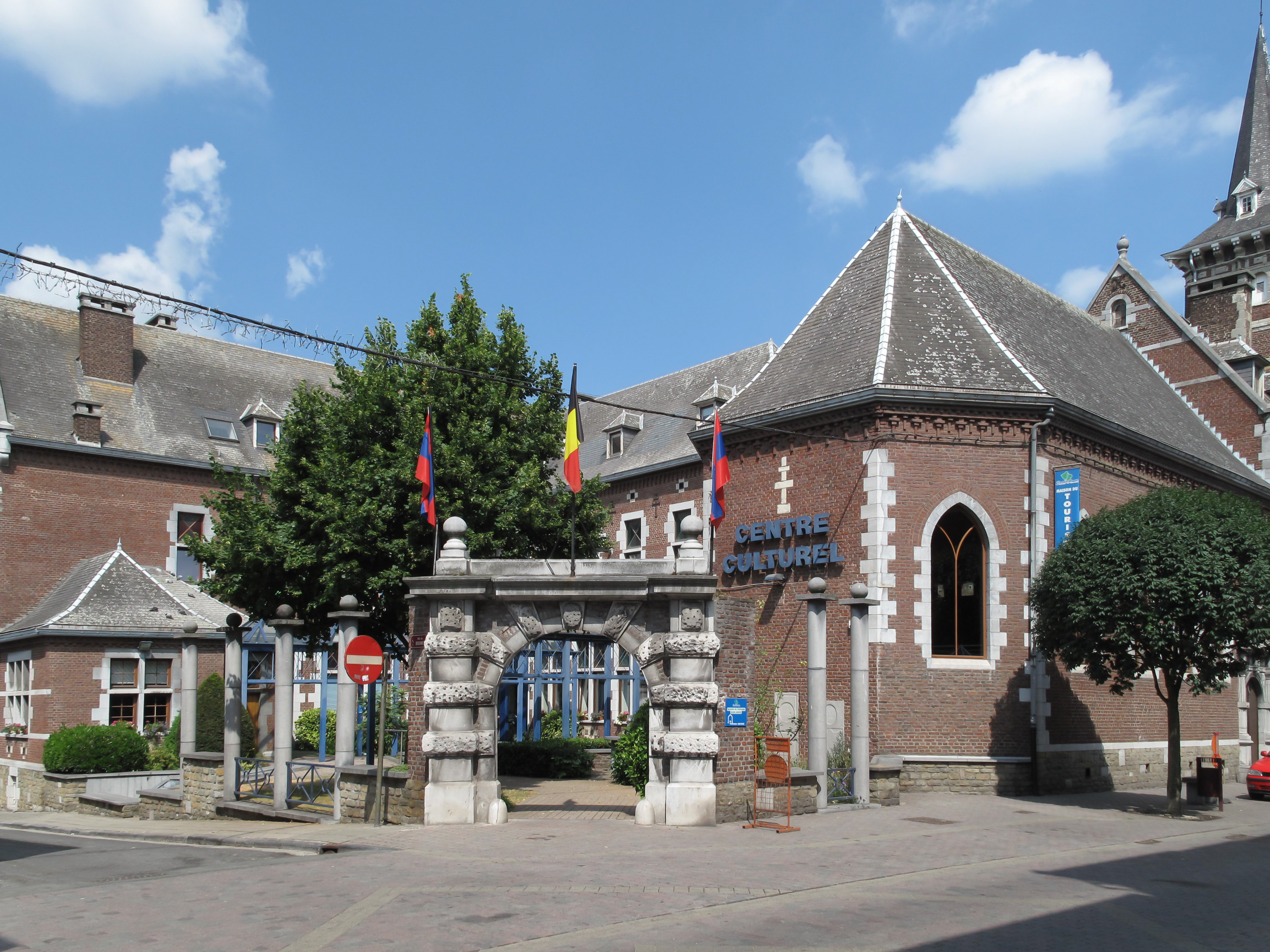
Cultureel centrum

## Demografische ontwikkeling

### Demografische evolutie voor de fusie
- Bron:NIS - Opm:1831 t/m 1970=volkstellingen op 31 december

### Demografische ontwikkeling van de fusiegemeente
Alle historische gegevens hebben betrekking op de huidige gemeente, inclusief deelgemeenten, zoals ontstaan na de fusie van 1 januari 1977.
- Bronnen:NIS, Opm: 1831 tot en met 1981= volkstellingen; 1990 en later= inwonertal op 1 januari

| Inwoners van jaar tot jaar op 1 januari 1992 tot heden | Inwoners van jaar tot jaar op 1 januari 1992 tot heden | Inwoners van jaar tot jaar op 1 januari 1992 tot heden |
| jaar                                                   | Aantal                                                 | Evolutie: 1992=index 100                               |
| ------------------------------------------------------ | ------------------------------------------------------ | ------------------------------------------------------ |
| 1992                                                   | 17.024                                                 | 100,0                                                  |
| 1993                                                   | 16.903                                                 | 99,3                                                   |
| 1994                                                   | 16.871                                                 | 99,1                                                   |
| 1995                                                   | 16.833                                                 | 98,9                                                   |
| 1996                                                   | 16.661                                                 | 97,9                                                   |
| 1997                                                   | 16.588                                                 | 97,4                                                   |
| 1998                                                   | 16.569                                                 | 97,3                                                   |
| 1999                                                   | 16.511                                                 | 97,0                                                   |
| 2000                                                   | 16.617                                                 | 97,6                                                   |
| 2001                                                   | 16.769                                                 | 98,5                                                   |
| 2002                                                   | 16.781                                                 | 98,6                                                   |
| 2003                                                   | 16.875                                                 | 99,1                                                   |
| 2004                                                   | 16.876                                                 | 99,1                                                   |
| 2005                                                   | 16.870                                                 | 99,1                                                   |
| 2006                                                   | 16.817                                                 | 98,8                                                   |
| 2007                                                   | 16.852                                                 | 99,0                                                   |
| 2008                                                   | 16.913                                                 | 99,3                                                   |
| 2009                                                   | 16.995                                                 | 99,8                                                   |
| 2010                                                   | 17.009                                                 | 99,9                                                   |
| 2011                                                   | 17.111                                                 | 100,5                                                  |
| 2012                                                   | 17.333                                                 | 101,8                                                  |
| 2013                                                   | 17.453                                                 | 102,5                                                  |
| 2014                                                   | 17.627                                                 | 103,5                                                  |
| 2015                                                   | 17.572                                                 | 103,2                                                  |
| 2016                                                   | 17.748                                                 | 104,3                                                  |
| 2017                                                   | 17.759                                                 | 104,3                                                  |
| 2018                                                   | 17.767                                                 | 104,4                                                  |
| 2019                                                   | 17.812                                                 | 104,6                                                  |
| 2020                                                   | 17.926                                                 | 105,3                                                  |
| 2021                                                   | 17.865                                                 | 104,9                                                  |
| 2022                                                   | 17.973                                                 | 105,6                                                  |
| 2023                                                   | 18.060                                                 | 106,1                                                  |
| 2024                                                   | 18.154                                                 | 106,6                                                  |
| 2025                                                   | 18.110                                                 | 106,4                                                  |

## Openbaar vervoer

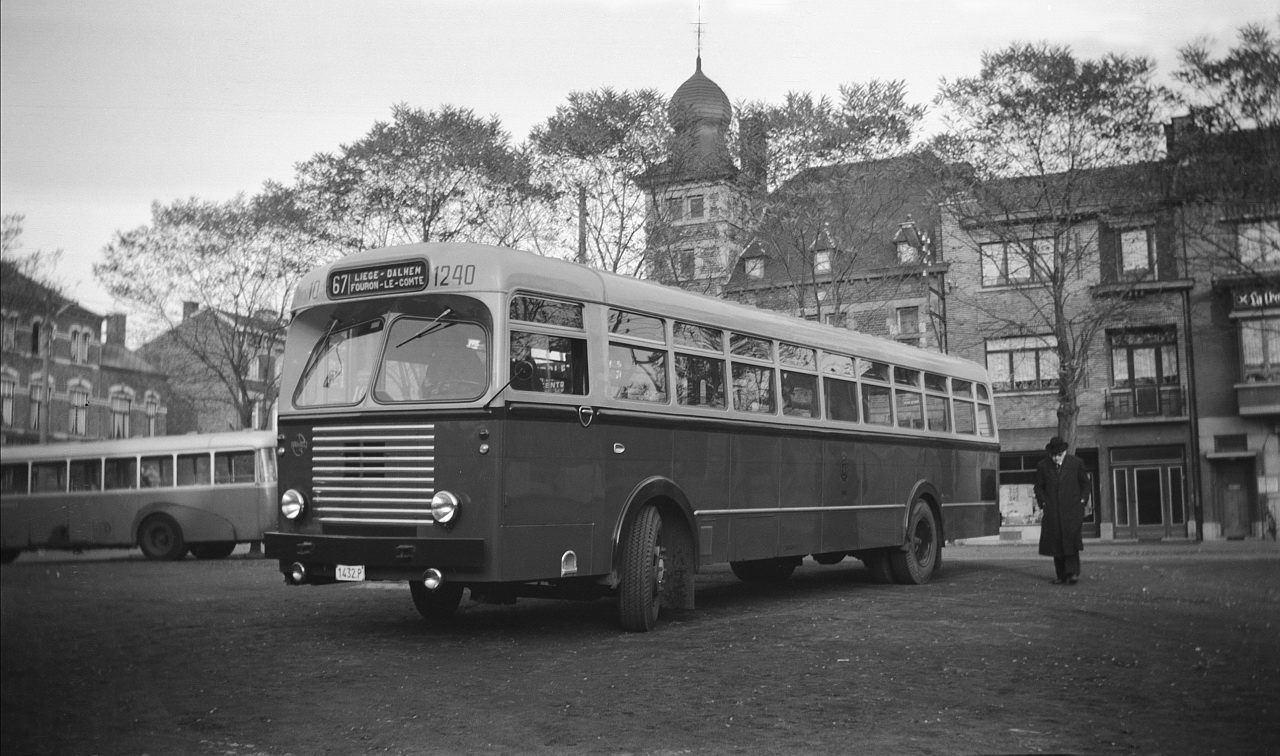
Bus van lijn 67 op Place Reine Astrid in 1966

Het station Wezet (Visé) ligt aan de spoorweg Luik-Maastricht en is een belangrijk knooppunt van goederenvervoer per spoor (Spoorlijn 24). Op werkdagen is er 's ochtends een directe treinverbinding met Brussel. Ook rijden er streekbussen.

## Cultuur en folklore
De bijnaam van Wezet is Ganzenstad (Cité de l'Oie). Ganzen zijn dan ook overal in de stad terug te vinden: langs de oevers van de Maas, in de straten aan gevels en op de menukaart. Van oudsher was de voorheen meanderende Maas met haar groene oevers en eilandjes de ideale habitat voor wilde trekganzen. In Wezet bestaat de traditie van het gansslaan, een middeleeuws kwelspel dat in het hele Maasdal voorkomt, zoals nu nog in Oost-Maarland en Moelingen, en dat verwant is aan het ganstrekken in Grevenbicht. De bijnaam dankt de stad aan een legende uit de 14e eeuw. In 1374 was prinsbisschop Jan van Arkel gevlucht voor zijn onderdanen naar Maastricht, waarna deze stad werd belegerd door de Luikenaars. Op 9 mei 1376 plunderden zijn troepen de stad Wezet. De inwoners verzetten zich hevig. Een ganzenhoedster zou een vaandel van de plunderaars hebben gestolen en zo de stad van erger kwaad behoed hebben. Naar aanleiding van haar dappere actie zou het culinaire gerecht gans op wijze van Wezet (Oie à l'instar de Visé) zijn ontstaan. Een gastronomisch broederschap dat is opgericht in 1987 bewaart het recept en houdt elk jaar op 11 november (Sint-Maarten) een groot diner. Bij hun 25-jarig jubileum werd in 2012 naast de kerk een beeld geplaatst van de ganzenhoedster, wier naam niet bewaard is gebleven. De gans is tevens een attribuut van Sint-Martinus, een van de patroonheiligen van de stad en van twee van de drie schuttersgilden.
Wezet telt drie schutterijen: de Arbalétriers (kruisboogschutters), Anciens Arquebusiers (oude haakbusschutters) en Francs Arquebusiers (vrije haakbusschutters). Zij tellen elk zo'n 200 leden en zijn sinds 2010 alle drie opgenomen op de Lijst van Meesterwerken van het Mondeling en Immaterieel Erfgoed van de Federatie Wallonië-Brussel. Door het jaar heen organiseren zij optochten, defilés, koningsschieten en vieren zij hun patroonsfeesten op de zondag na 23 april (Sint-Joris) en de zondagen voor en na 11 november (Sint-Martinus). Zij runnen elk een eigen café met museum.

## Politiek

### Resultaten gemeenteraadsverkiezingen sinds 1976
| Partij               | Partij                          | 10-10-1976 | 10-10-1976 | 10-10-1982 | 10-10-1982 | 9-10-1988 | 9-10-1988 | 9-10-1994 | 9-10-1994 | 8-10-2000 | 8-10-2000 | 8-10-2006 | 8-10-2006 | 14-10-2012 | 14-10-2012 | 14-10-2018 | 14-10-2018 | 13-10-2024 | 13-10-2024 |
| Stemmen / Zetels     | Stemmen / Zetels                | %          | 25         | %          | 25         | %         | 25        | %         | 25        | %         | 25        | %         | 25        | %          | 25         | %          | 25         | %          | 25         |
| -------------------- | ------------------------------- | ---------- | ---------- | ---------- | ---------- | --------- | --------- | --------- | --------- | --------- | --------- | --------- | --------- | ---------- | ---------- | ---------- | ---------- | ---------- | ---------- |
|                      | PS                              | 29,6       | 8          | 27,39      | 8          | 31,94     | 9         | 32,23     | 9         | 34,06     | 9         | 36,27     | 10        | 35,66      | 10         | 24,24      | 7          | 28,36      | 7          |
|                      | PRL1 / PRL-MCC2 / MR3           | 19,261     | 5          | 23,261     | 6          | 22,271    | 6         | 28,221    | 7         | 42,022    | 12        | 39,893    | 11        | 37,653     | 10         | 26,903     | 7          | 36,703     | 10         |
|                      | PSC1 / cdH2 / Ensemble!3/ ICEOA | 31,231     | 9          | 31,51      | 9          | 33,181    | 10        | 30,821    | 8         | 13,631    | 3         | 14,562    | 3         | 17,942     | 4          | 16,023     | 4          | 26,42A     | 7          |
|                      | OUI Visé1/ ICEOA                | -          |            | -          |            | -         |           | -         |           | -         |           | -         |           | -          |            | 12,731     | 3          | 26,42A     | 7          |
|                      | ECOLO1 / Visons Demain2         | -          |            | 5,751      | 0          | 61        | 0         | 6,951     | 1         | 8,891     | 1         | 9,281     | 1         | 8,751      | 1          | 10,072     | 2          | 8,522      | 1          |
|                      | PTB                             | -          |            | -          |            | -         |           | -         |           | -         |           | -         |           | -          |            | 10,05      | 2          | -          |            |
|                      | RD                              | -          |            | 10,94      | 2          | -         |           | -         |           | -         |           | -         |           | -          |            | -          |            | -          |            |
|                      | PCB                             | 11,46      | 2          | -          |            | -         |           | -         |           | -         |           | -         |           | -          |            | -          |            | -          |            |
|                      | RW                              | 7,35       | 1          | -          |            | -         |           | -         |           | -         |           | -         |           | -          |            | -          |            | -          |            |
| Anderen(*)           | Anderen(*)                      | 1,09       | 0          | 1,16       | 0          | 6,60      | 0         | 1,78      | 0         | 1,4       | 0         | -         |           | -          |            | -          |            | -          |            |
| Totaal stemmen       | Totaal stemmen                  | 9524       | 9524       | 9911       | 9911       | 10274     | 10274     | 10111     | 10111     | 11001     | 11001     | 11475     | 11475     | 11497      | 11497      | 11676      | 11676      | 11500      | 11500      |
| Opkomst %            | Opkomst %                       |            |            |            |            | 94,53     | 94,53     | 92,33     | 92,33     | 91,91     | 91,91     | 92,35     | 92,35     | 87,97      | 87,97      | 87,84      | 87,84      | 84,81      | 84,81      |
| Blanco en ongeldig % | Blanco en ongeldig %            | 3,62       | 3,62       | 4,48       | 4,48       | 4,93      | 4,93      | 5,05      | 5,05      | 4,84      | 4,84      | 5,32      | 5,32      | 5,72       | 5,72       | 6,58       | 6,58       | 6,72       | 6,72       |

(*) 1976: Int Com (1,09%) / 1982: ANDRE (1,16%) / 1988: APARD (5,77%), FWDP (0,83%) / 1994: ANDRE (1,78%) / 2000: L.C.M. (0,66%), RELAIS (0,74%)
De gevormde meerderheidscoalitie wordt vet aangegeven. De grootste partij is in kleur.

## Geboren in Wezet
- René de Sluse (1622-1685), wiskundige
- Jacques Martin (1851-1931), componist, dirigent en musicus
- Jean Donny (1897-1992), kunstschilder en tekenaar
- Marcel Neven (1943), volksvertegenwoordiger en burgemeester
- Olivier Dumont (2002), voetballer

## Sport

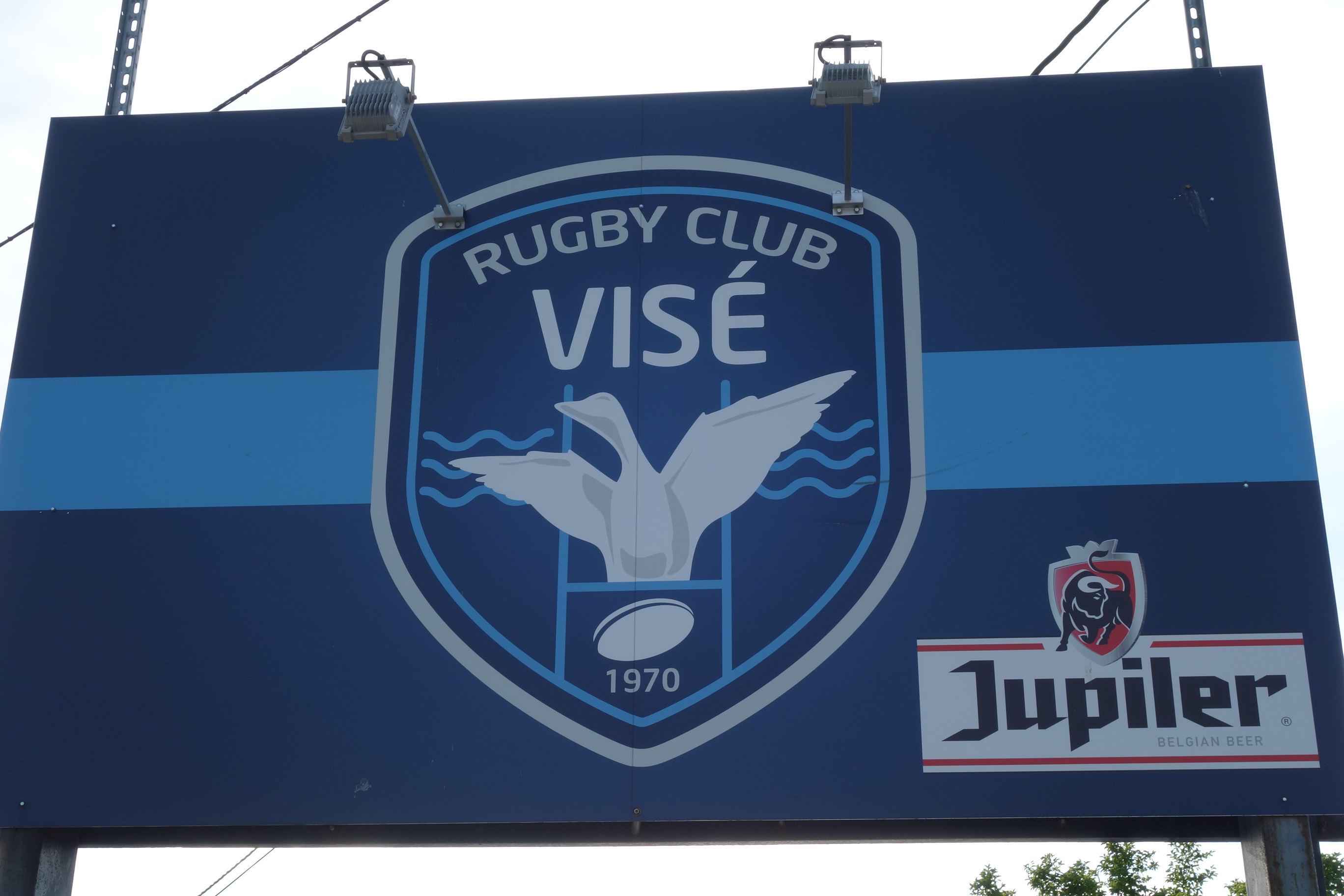
Logo van Rugby Club Visé.

### Clubs
- Handbal heren: HC Visé BM (D1 en D2 Nationaal)
- Handbal dames: Fémina Visé (D1 en D2 Nationaal)
- Zwemmen: Les Dauphins Visétois (LDV)
- Rugby: Rugby Club Visé (D3)
- Voetbal: URSL VISÉ (D1 amateurs)

### Organisatie

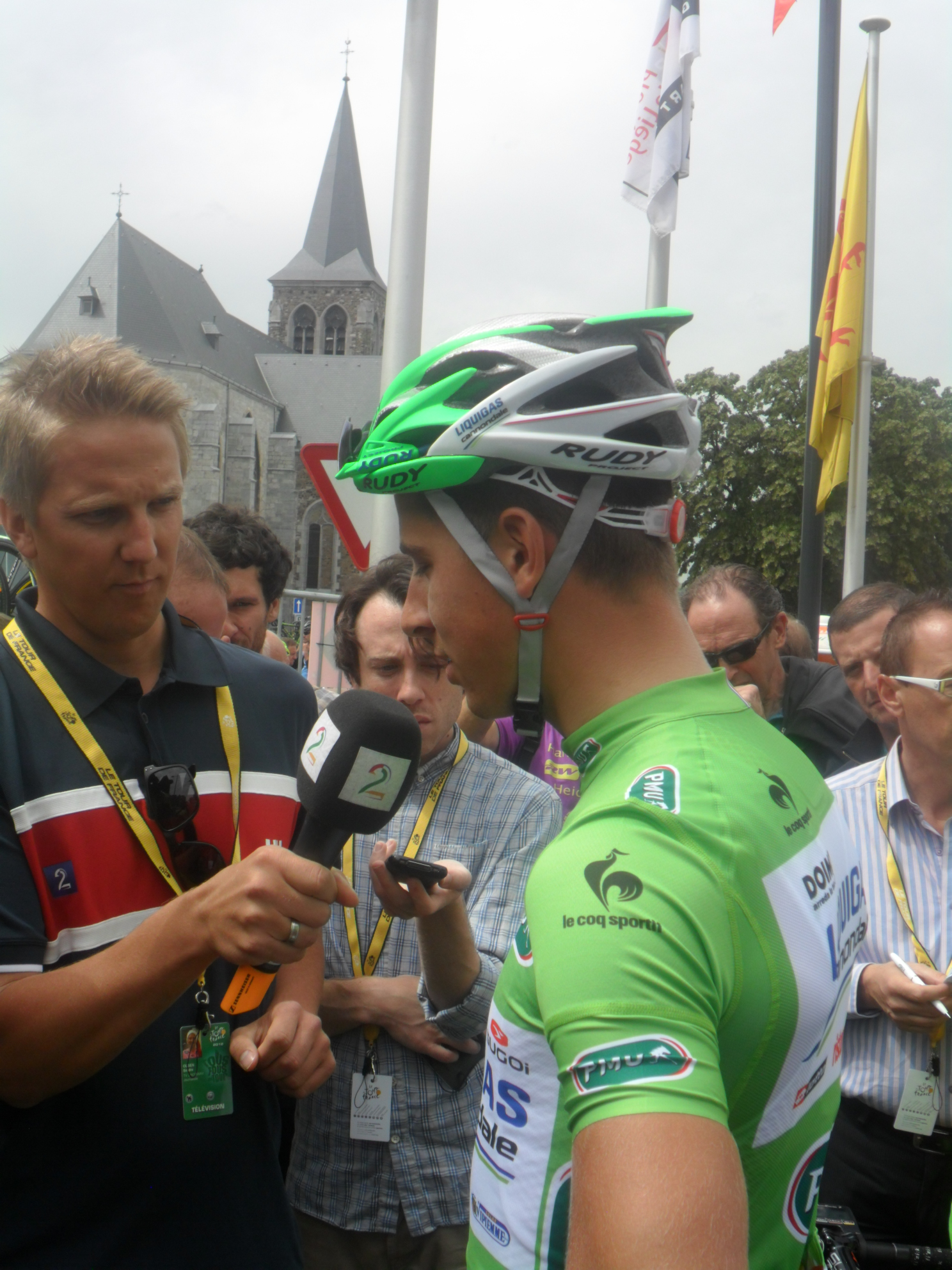
Peter Sagan startte in de groene trui in de 2e etappe van de Ronde van Frankrijk 2012.

- Sinds 1964 wordt jaarlijks de 6 uur van Wezet verreden. (motorsport)
- Sinds 2001 wordt jaarlijks in de maand mei de Maasmarathon gehouden, waarvan Wezet start- en aankomstplaats is.
- In sportzaal Omnisport wordt jaarlijks een judotoernooi gehouden.
- De stad doet regelmatig dienst als etappeplaats in wielerkoersen, vanwege de nabijheid van de Ardennen, de Voerstreek en het Nederlands Limburgse Heuvelland. Zo ging de tweede etappe van de Ronde van Frankrijk 2012 op 2 juli van start in Wezet, na de Grand Départ in Luik. De Zwitser Fabian Cancellara ging van start in de gele trui. De etappe met aankomst in Doornik werd gewonnen door de Brit Mark Cavendish. De derde etappe in de Ronde van Wallonië 2020 op 18 augustus, met finish in Wezet, werd gewonnen door de Ier Sam Bennett.